# Cámbiame Premium
Cámbiame Premium fue un programa de televisión semanal que se dedicaba al cambio del estilo de vida de las personas (imagen, hogar, entorno y aspectos actitudinales) y a las sorpresas. El formato, presentado por Jorge Javier Vázquez, estaba producido por La Fábrica de la Tele y se emitió en Telecinco entre el 1 y el 15 de septiembre de 2015, siendo cancelado debido a su acusada pérdida de audiencia.

## Formato
Se trata de un espacio de variedades que, bajo la marca del programa Cámbiame, cuenta con cambios de imagen, transformaciones de hogar, coches o negocios, cambios de actitud de los participantes, felicitaciones de cumpleaños, pedidas de mano o cambios a barrios o pueblos enteros, entre otros aspectos. De este modo, el programa recuerda a una mezcla de diferentes formatos que han pasado por la televisión española, tales como: Cambio radical, Esta casa era una ruina, Hay una cosa que te quiero decir, Lo que necesitas es amor, Reforma Sorpresa o Sorpresa, ¡Sorpresa!.
En cuanto a la mecánica, Cámbiame Premium dispone de un equipo que se encarga de realizar los cambios. En cada entrega del programa, que se produce desde diferentes lugares, estos profesionales conectan con el presentador para contar cómo se va desarrollando el cambio de los participantes. Dentro de este equipo, se encuentran conocidos nombres del panorama nacional, expertos en distintas disciplinas como la psicología, la imagen, la decoración, la televisión, la música o la coreografía. Dentro del equipo, destacan los llamados embajadores que relatan los procesos de transformación desde el lugar donde se están produciendo.

## Equipo

### Productora
- La Fábrica de la Tele.

### Presentador
- (2015) -  Jorge Javier Vázquez.

### Copresentador
- (2015) -  Cristina Rodríguez.

### Embajadores
Los embajadores se desplazan a las distintas localizaciones donde se produzca el cambio para relatar los procesos de transformación:
- (2015) -  Daniel Terán (diseñador, remodelador y decorador de interiores).
- (2015) -  Rocío Carrasco (presentadora y colaboradora de televisión).
- (2015) -  Elisabet Martín (periodista).

### Colaboradores
- (2015) -  Natalia Ferviú.
- (2015) -  Pelayo Díaz.

## Audiencias
Estas han sido las audiencias medias del programa Cámbiame Premium:
| Temporada | Temporada | Episodios | Estreno                 | Final                    | Audiencia media | Audiencia media | Audiencia media |
| Temporada | Temporada | Episodios | Estreno                 | Final                    | Espectadores    | Cuota           |                 |
| --------- | --------- | --------- | ----------------------- | ------------------------ | --------------- | --------------- | --------------- |
|           | 1         | 3         | 1 de septiembre de 2015 | 15 de septiembre de 2015 | 1 879 000       | 14,9%           |                 |
| Total     | Total     | 3         | 2015                    | 2015                     | 1 879 000       | 14,9%           |                 |

### Primera temporada (2015)
| N.º (prog.) | N.º (temp.) | Fecha      | Cambios Premium                | Reformas | Sorpresas                       | Espectadores | Cuota |
| ----------- | ----------- | ---------- | ------------------------------ | -------- | ------------------------------- | ------------ | ----- |
| 1           | 1           | 01/09/2015 | Makoke, Fortu Sánchez          | Amparo   | Tolox, Arminio y Montse, Marina | 2 408 000    | 19,9% |
| 2           | 2           | 08/09/2015 | Lucía Parreño, Pablo Sebastian | Fina     | Antonio e Isabel                | 1 434 000    | 12,6% |
| 3           | 3           | 15/09/2015 | Pedro Reche, Chari Lojo        | —        | Cunit, Cristian y Borja         | 1 794 000    | 12,3% |